# Hvedshøj
 Der Hvedshøj (auch Ågerup Hvedshøj oder Kæmpehøj genannt) ist ein Grabhügel von 6,0 m Höhe und etwa 44,0 m Durchmesser. Er liegt am Hvehstrupvej, östlich von Ågerup und südwestlich von Hvedstrup, bei Roskilde auf der dänischen Insel Seeland.
Um 1850 verurteilte der Pfarrer von Hvedstrup einen jungen Studenten zur Grabung im Hvedshøj. Er fand die Reste eines Eichensarges und Bronzeobjekte: eine Ahle, ein Hängegefäß, einen Knopf, ein Messer, eine Nadel, eine Pinzette und ein Schwert. Der Schwertgriff war mit einer Goldplatte versehen und mit dünnem schmalem Goldband umwickelt. Aufgrund der Größe des Hügels und der Funde wird er in die mittlere Bronzezeit (1800–1000 v. Chr.) datiert. Solche Hügel wurden aus großen Mengen von Rasenplaggen gebaut. Für einen Hügel in der Größe des Hvedshøjs wurde Gras von der Größe von zehn Fußballfeldern abgezogen. Ein solcher Hügel besteht aus gutem Boden und es war für die Landwirte stets verlockend die Hügel abzugraben.
In der Nähe liegen das Doppelganggrab von Gundsølille und die Langdysser von Hvedstrup.